# Софонисба
Софонисба (Софонизба, Софониба, Софонис, Софонба; исходная пуническая форма имени С-п-н-баал, лат. Sophonibe; умерла в 203 до н. э.) — аристократка времён Второй Пунической войны, дочь полководца Гасдрубала, сына Гискона, поочерёдно бывшая женой западно-нумидийского царя Сифакса и восточно-нумидийского царя Масиниссы.
История её браков и самоубийства пересказана многими античными писателями.

## История
Больше всего она известна из пересказа её истории Титом Ливием (ХХХ 12.11-15.11). Также о ней писали Дион Кассий (Зонар 9.11), Полибий (XIV, 1,4; 7,8), Диодор (27.7), Аппиан (Римская история, кн. VIII, 27-28).
Софонисба родилась в одной из самых знатных семей Карфагена и, по словам Тита Ливия, была «на редкость красива».
Дион Кассий пишет, что Масинисса (сын восточно-нумидийского царя Галы) воспитывался в Карфагене и влюбился в Софонисбу. Он получил от Гасдрубала согласие на брак с его дочерью. Но когда Гасдрубалу понадобилось привлечь на сторону карфагенян могущественного западно-нумидийского царя Сифакса, он вопреки данному обещанию отдал ему дочь в жёны. Масинисса, разгневанный этим вероломным поступком Гасдрубала, перешёл на сторону римлян, в 204 году до н. э. высадившихся в Африке. (У Тита Ливия эта помолвка не упоминается).
В 203 году Сифакс был разбит в битве при Цирте и попал в плен к римлянам. После битвы в его захваченной столице Цирте Масинисса случайно встретил Софонисбу, которая бросилась перед бывшим женихом на колени и просила его спасти её, не дать римлянам увезти её вместе с мужем в Рим. А если это всё же будет невозможно, дать ей возможность умереть свободной.
Масинисса пообещал Софонисбе всё это и в тот же день женился на ней, полагая, что этим спасёт её от позора римского рабства.
Но Сифакс смог отомстить Масиниссе, даже находясь в плену. Его привели для допроса в палатку к римскому командующему Сципиону, знавшему Сифакса тогда, когда тот ещё был союзником римлян. Сципион спросил пленного царя, почему Сифакс без всякой видимой причины изменил Риму. Тогда Сифакс возложил вину за свою измену на свою жену, безумная любовь к которой якобы заставила его служить Карфагену. Он сделал это не только для оправдания своих действий, но и из ревности к сопернику, к которому попала его любимая жена. Сифакс коварно добавил, что такая же судьба наверняка ожидает и Масиниссу, который поступил также глупо и опрометчиво, как и он, женившись на Софонисбе. Аппиан пишет, что потом прибыл Лелий и сказал, что он от многих узнал то же самое об этой женщине.
Сифакс достиг своей цели, поскольку Сципион действительно очень встревожился и стал опасаться, что Масинисса подпадёт под влияние карфагенской красавицы и перейдёт к врагу. Поэтому Сципион высказал своё неодобрение по поводу «слабости» Масиниссы и указал ему, что раз Сифакс побеждён и взят в плен римлянами, то всё, что принадлежало Сифаксу, включая его жену — добыча римского народа. Сципион пригрозил Масиниссе, что хотя он сейчас имеет много заслуг перед Римом, из-за своей «оплошности» может потерять всё, если не отдаст Софонисбу римлянам.

Масинисса был сломлен угрозами римского полководца. Опасаясь гнева римлян, но будучи не в состоянии расстаться с Софонисбой и не желая её выдать Сципиону, послал ей раба с кубком яда, предложив ей самой решить, жить ей в рабстве или умереть свободной. Та, не желая украсить собой триумф Сципиона в Риме, рабству и бесчестию предпочла смерть и немедля осушила кубок до дна.

Софонисба принимает чашу с ядом. Картина Рембрандта (1634)

Тит Ливий так описал последние минуты жизни Софонисбы:

В смятении ушёл он (Масинисса) от Сципиона к себе; выпроводив свидетелей, долго сидел, вздыхал и стенал — это слышали стоявшие вокруг палатки — и наконец с глубоким стенаньем кликнул верного раба, хранившего яд (цари всегда держат яд при себе, ведь судьба превратна), и велел ему отнести Софонибе отравленный кубок и сказать: «Масинисса рад бы исполнить первое обещание, которое дал ей как муж жене, но те, кто властен над ним, этого не позволят, и он исполняет второе своё обещание: она не попадет живой в руки римлян. Пусть сама примет решение, помня, что она дочь карфагенского вождя и была женой двух царей».
Слуга передал эти слова и яд Софонисбе. «Я с благодарностью, — сказала она, — приму этот свадебный подарок, если муж не смог дать жене ничего лучшего; но всё же скажи ему, что легче было бы мне умирать, не выйди я замуж на краю гибели». Твёрдо произнесла она эти слова, взяла кубок и, не дрогнув, выпила.

Полибий в одном месте высмеивает Сифакса, который, по его словам, оказался менее мужественным, чем его «юная невеста». Он, однако, никогда не называет Софонисбу по имени в своём обширном рассказе о военных действиях Лелия против Сифакса. При этом известно, что Полибий лично встречался с Масиниссой. Тем не менее, высказывается предположение, что именно рассказ Полибия стал основой для легенды о Софонисбе.
В браке с Сифаксом родила сына — западно-нумидийского царя Вермина.

## Отражение в культуре
Трагический рассказ о гибели Софонисбы стал излюбленным сюжетом множества классицистических произведений, начиная с трагедии Триссино (1524 год) и пьес Корнеля и Вольтера. История Софонисбы также послужила сюжетом ряда картин европейских художников и нескольких фильмов.

### Литературные и театральные произведения
- Петрарка пересказывает эту историю в числе других в своей «Африке» (1396)
- Триссино является автором трагедии «Софонисба» (Sofonisba, 1515), подражающей греческим трагедиям и считающейся первым образцом классической итальянской трагедии.
- Меллен де Сен-Желе перевел трагедию Триссино на французский и представил её в апреле 1556 года во дворце в Блуа.
- Клод Мермэ тоже перевел часть трагедии Триссино в 1584 году.
- Монкретьен опубликовал в 1596 трагедию «Софонисба», выведенную на сцену в 1601 году под названием «Карфагеняне, или Свобода».
- Жан Mairet опубликовал в 1634 трагедию «Софонисба», где он ввел правило трех единств.
- Корнель написал трагедию «Софонисба» в 1663 году.
- Яков Княжнин написал трагедию «Софонисба» в 1787 году.
- Джеймс Томсон написал трагедию «Софонисба» (1729 год)
- Вольтер написал о ней в 1770 трагедию, которая в первый раз была дана на сцене 15 января 1774 года.
- Gabriel Camps рассказал историю Софонисбы в своей книге о женщинах Северной Африки, героинях Магриба и Сахары (1992), состоящей из двадцати картин об истории народов Северной Африки.
- Мари-Франс Briselance написала роман «Бербер Массинисса» (1990) о жизни этого царя, где рассказана историю о Софонисбе.
- Рафик Дарраги (Rafik Darragi) рассказал о её жизни в романе «Софонисба, слава Карфагена» (Sophonisbe, la gloire de Carthage), 2005.
- Софонисба (Софониба) — одно из действующих лиц в романе Александра Немировского «Слоны Ганнибала» (1983).

### Музыкальные произведения
- Софонисба, опера Agnetti Мария Тереза (1720—1795), либретто Антонио и Джироламо Дзанетти (Вена в 1747 или 48)
- Софонисба, опера Никколо Jommelli (1714—1774), либретто Антонио и Джироламо Дзанетти (Венеция 1747)
- Софонисба, опера Винченцо Federici (1764—1826), либретто Антонио и Джироламо Дзанетти (Турин 1805)
- Софонисба, опера Фердинандо Паер (1771—1839), либретто Доменико Россетти (Болонья 1805)
- Софонисба, опера Маркос Португалия (1762—1830), брошюра Del Mar (Лиссабон, 1803)
- Софонисба, опера Кристоф Виллибальд Глюк (1747—1787), Франческо Silvani буклет для речитативы и арии для Metastase (Милан 1744)
- Софонисба, опера Леонардо Лео (1694—1744), либретто Франческо Silvani (Неаполь 1718)
- Софонисба, опера Лука Антонио Predieri (1688—1767), либретто Франческо Silvani (Рим 1722)
- Софонисба, опера Франческо Чампи (1690—1765), либретто Джанмарии Томмази (Ливорно 1715)
- Софонисба, 2 оперы Галуппи 'Это Buranello' (1706—1785): 1 / Либретто Гаэтано Roccaforte (Рим 1753) — 2 / либретто Маттиа Verazi (Турин 1764)
- Софонисба, опера Маттиа Vento (1735—1776), брошюра Giangualberto Bottarelli (London 1766)
- Софонисба, опера Boroni Антонио (1738—1792), либретто Маттиа Verazi (Венеция 1764)
- Софонисба, опера Траэтта (1727—1779), либретто Маттиа Verazi (Мангейм 1762)
- Софонисба, опера Антонио Кальдара (1670—1736), либретто Франческо Silvani (Венеция 1708)

### Изобразительное искусство
Сцена самоубийства Софонисбы являлась крайне популярным сюжетом в живописи эпохи барокко Италии и Северной Европы. Как правило, она изображается в богатых одеяниях, с бокалом в руках, либо получающей его из рук слуги (сходным образом изображается Артемизия).

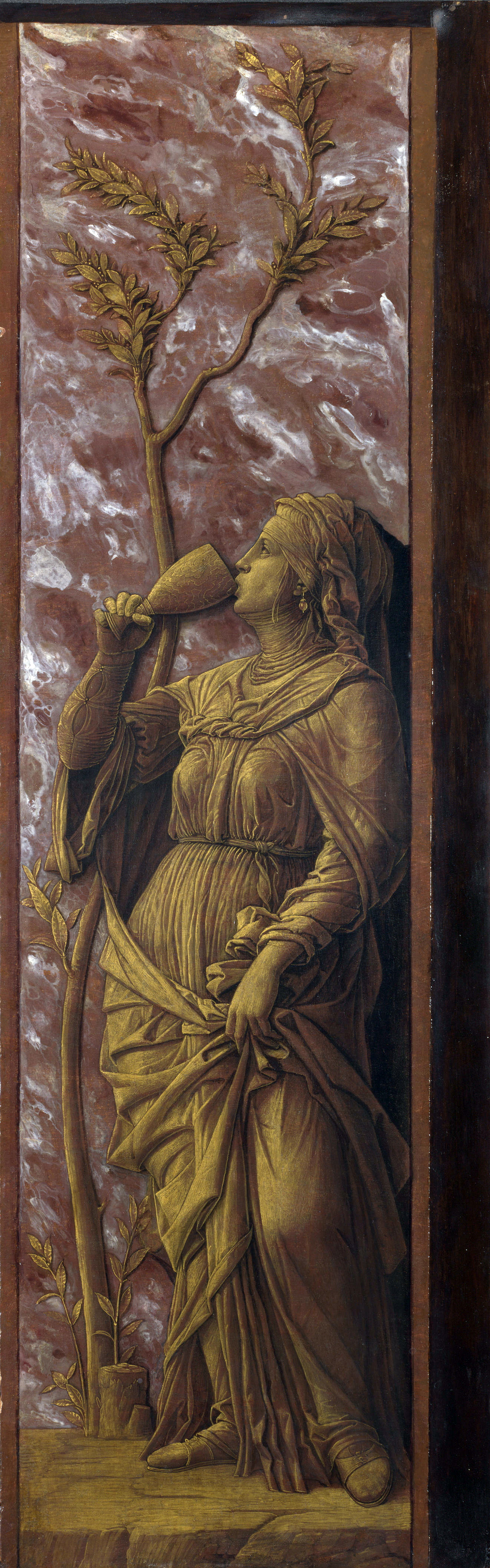
Софонисба, картина Андреа Мантеньи (1490)
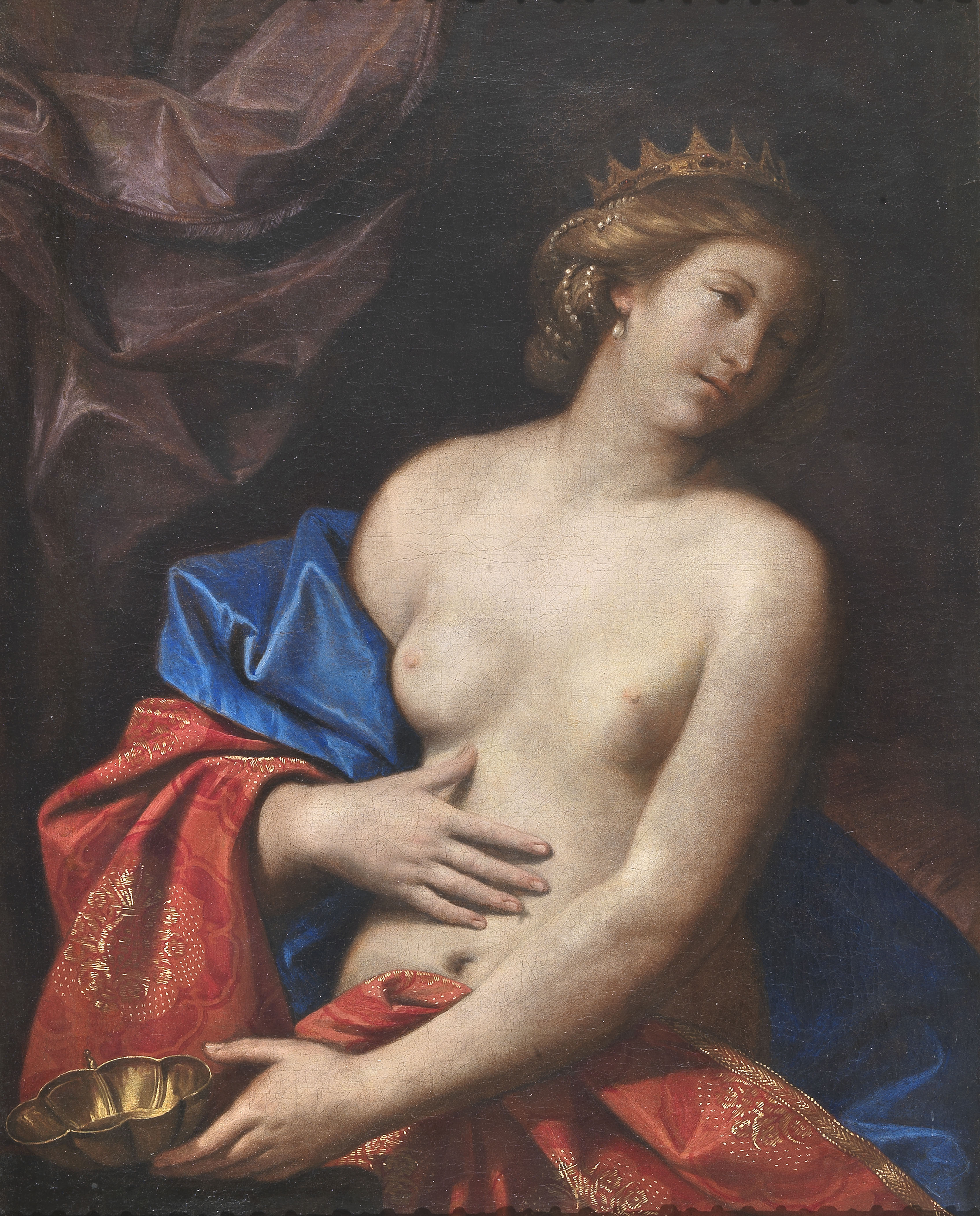
Смерть Софонисбы, картина Гверчино (1630)
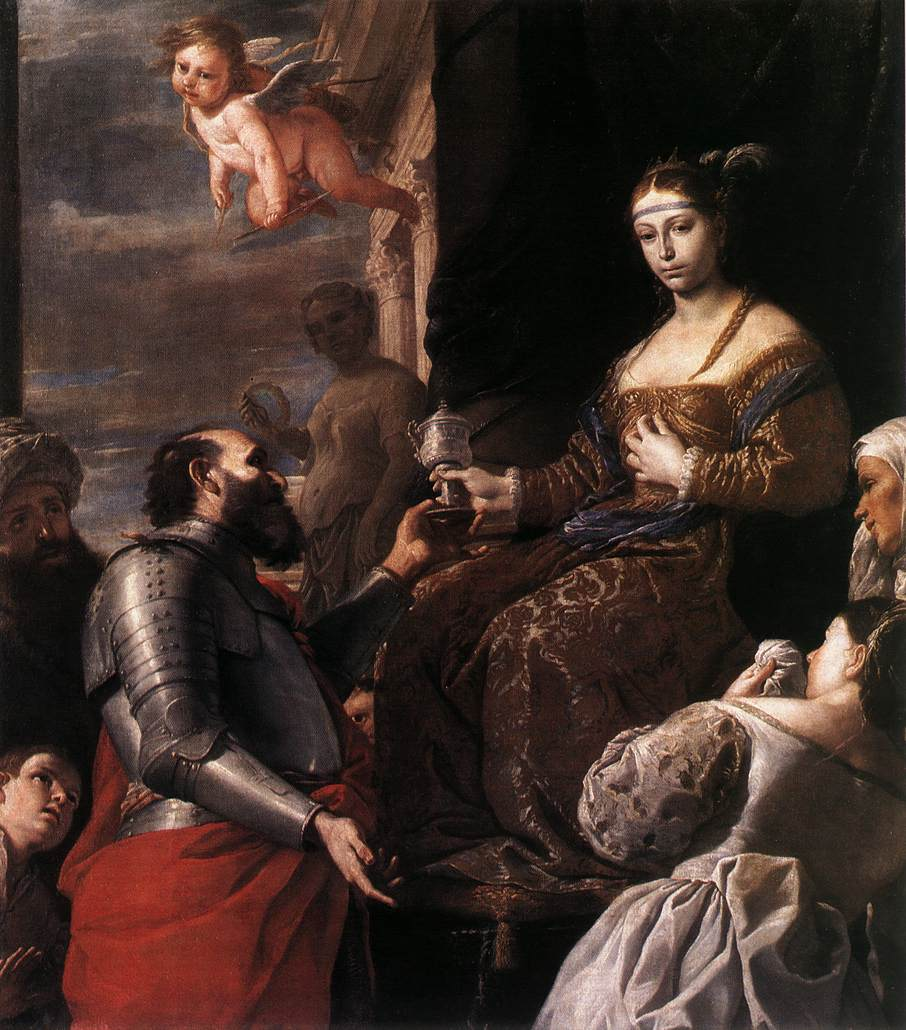
Смерть Софонисбы, картина Маттиа Прети (1670)
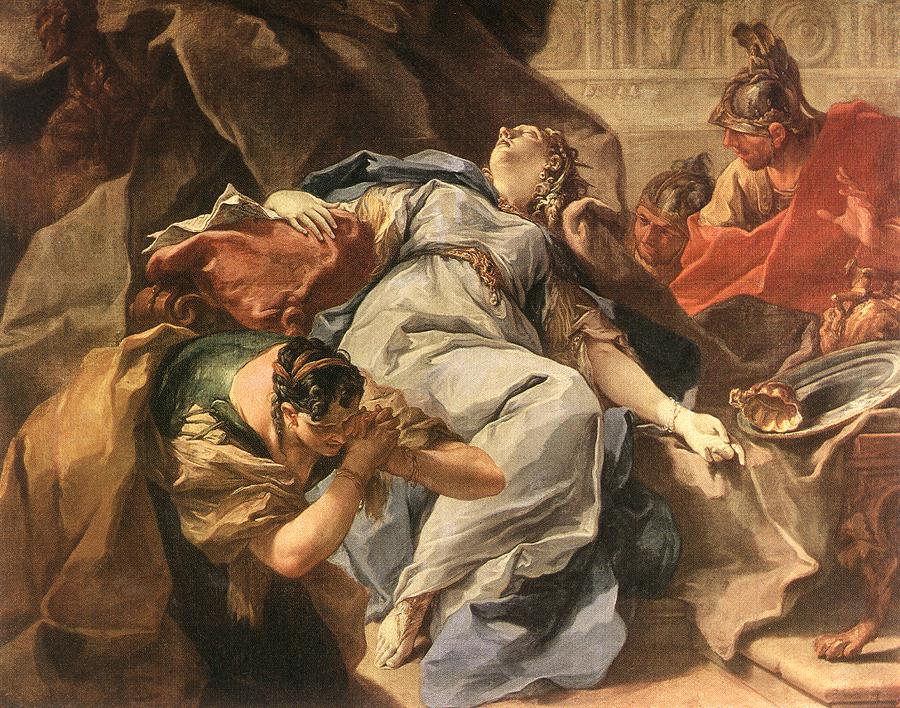
Смерть Софонисбы, картина Джамбаттисты Питтони (1730-е)
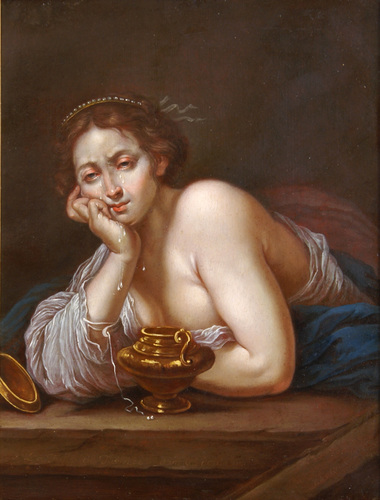
Софонисба, картина Антона Антоновича Грушецкого (1793)

### Кинематограф
Первой экранизацией истории Софонисбы стал знаменитый итальянский пеплум «Кабирия» (1914).
В 1937 году режиссёр Кармине Галлоне снял эпический фильм «Сципион Африканский», где роль Софонисбы исполнила актриса Франческа Браджиотти.